# 크리스티앙 드 샬롱쥐
크리스티앙 드 샬롱쥐(Christian de Chalonge)는 프랑스 출신의 영화감독이다.

## 삶
1937년 1월 21일에 태어났다.

## 작품
- 1996년 - 1914년의 아름다운 여름